# Eckenheimer Depot

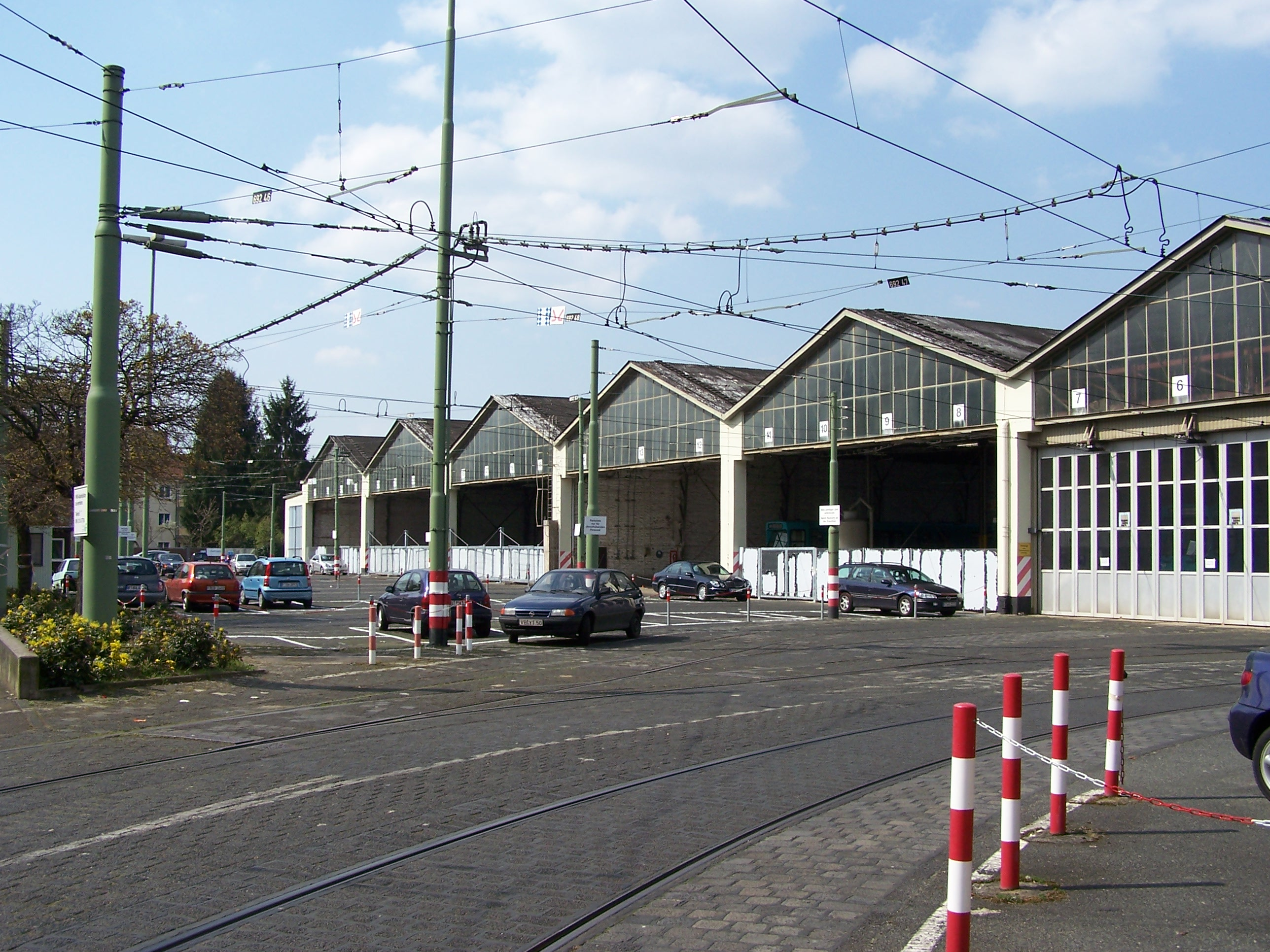
Hallen des Eckenheimer Depots

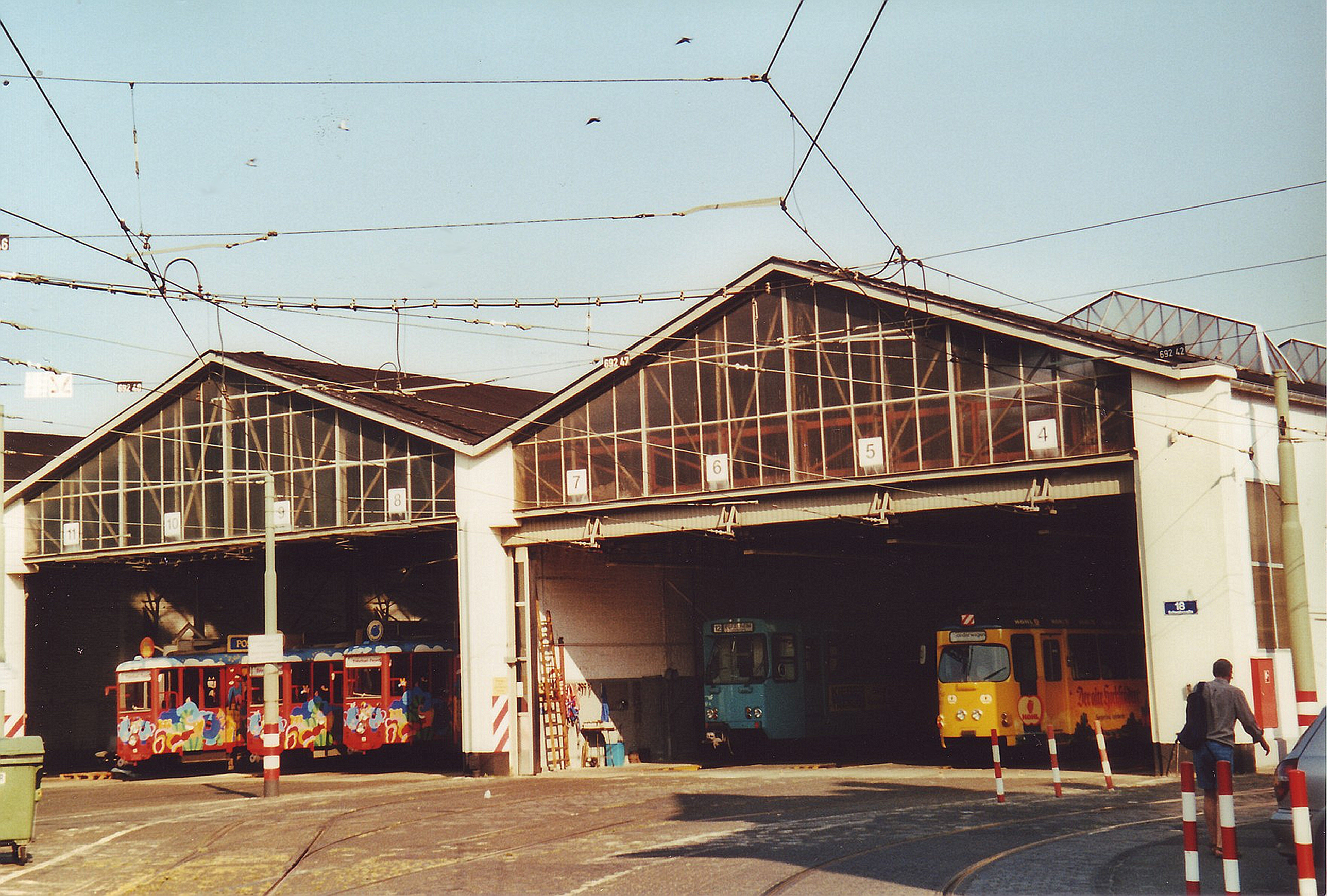
Eckenheimer Depot mit Ebbelwei-Expreß (K)-, Pt- und O-Triebwagen im August 2001

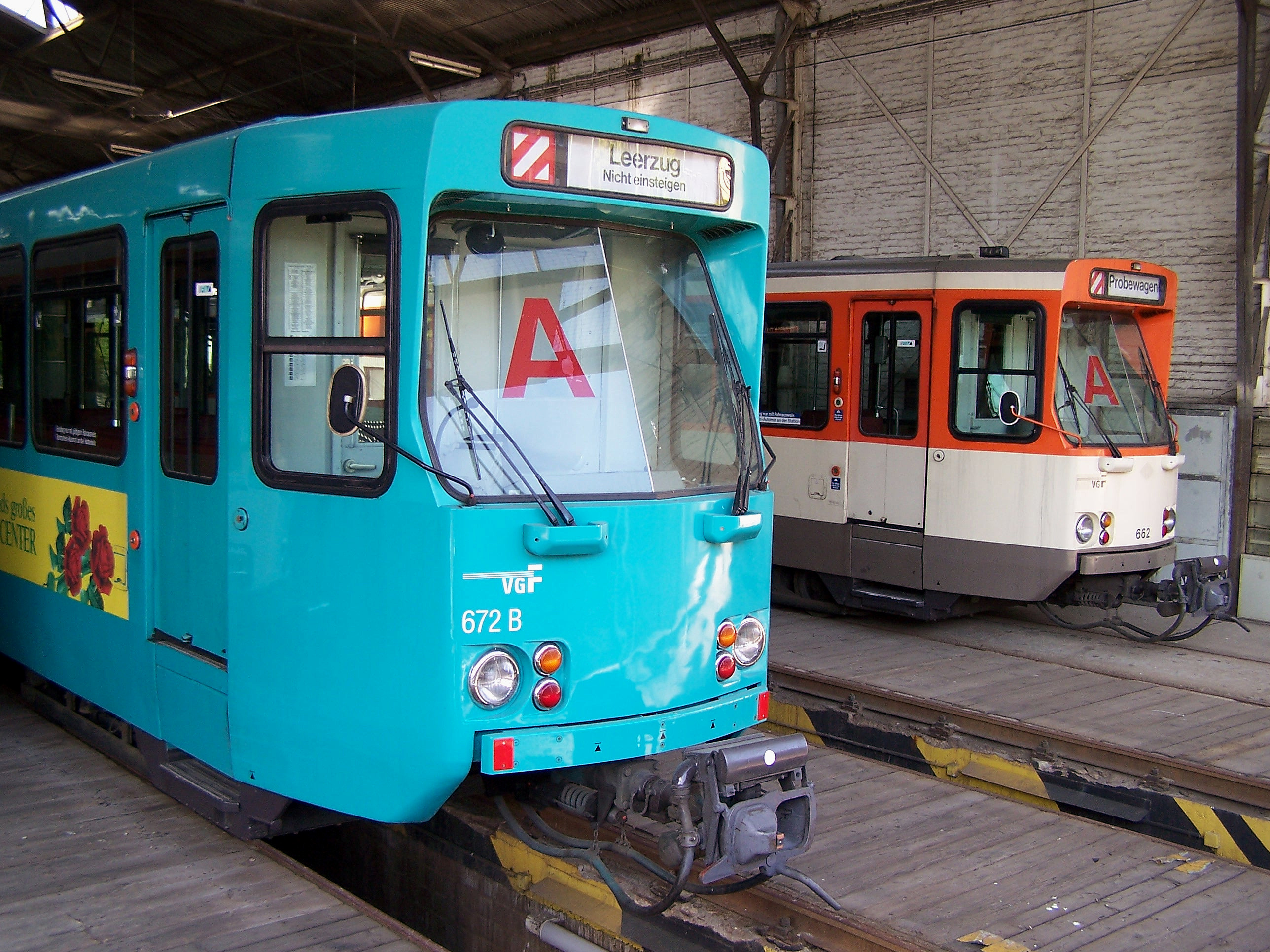
Abgestellte Pt-Triebwagen im Depot Eckenheim, April 2007

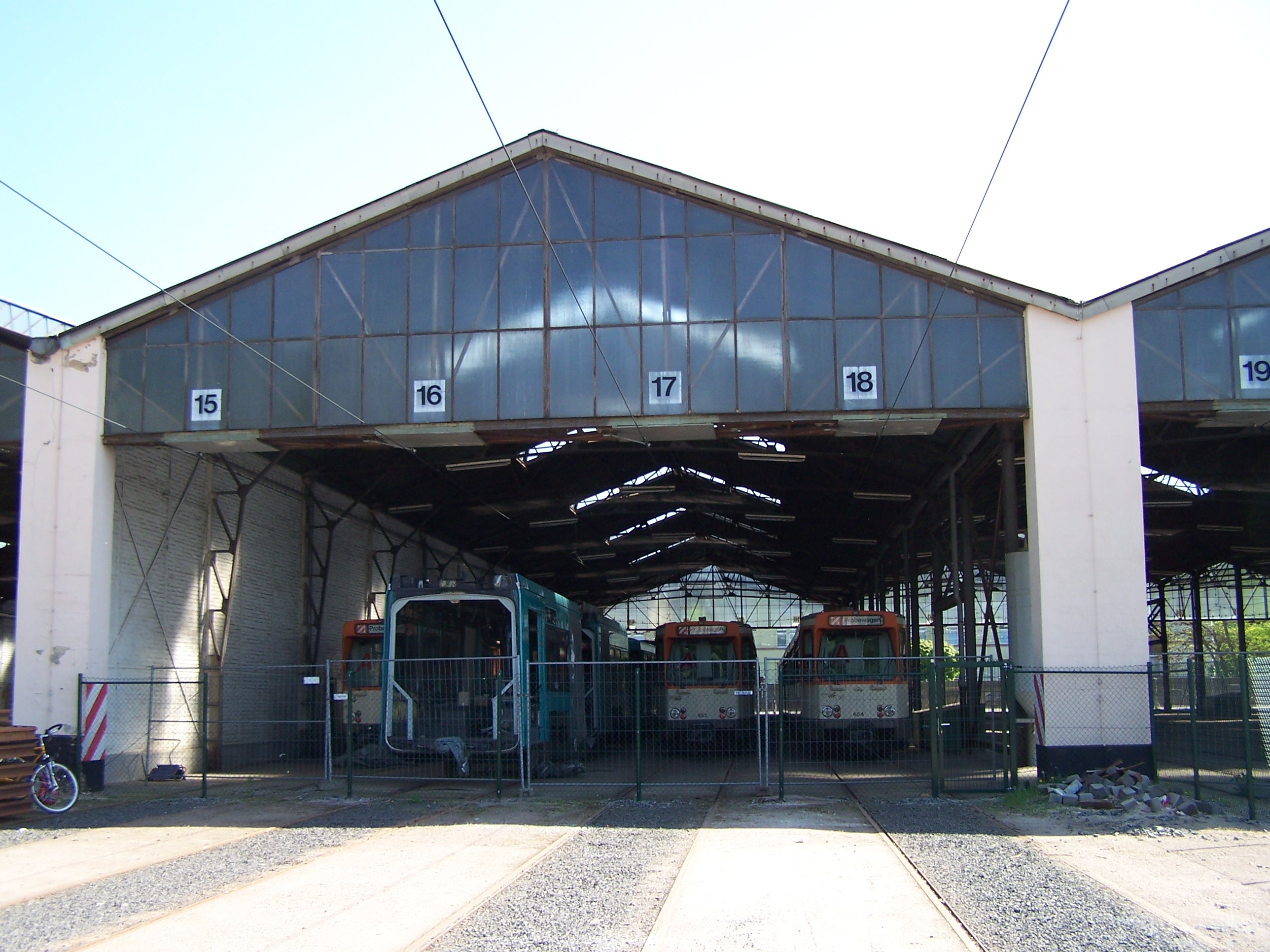
Depot Eckenheim Rückseite, Teile von R-Wagen 017 + abgestellte Pt-Wagen 652+654, April 2007

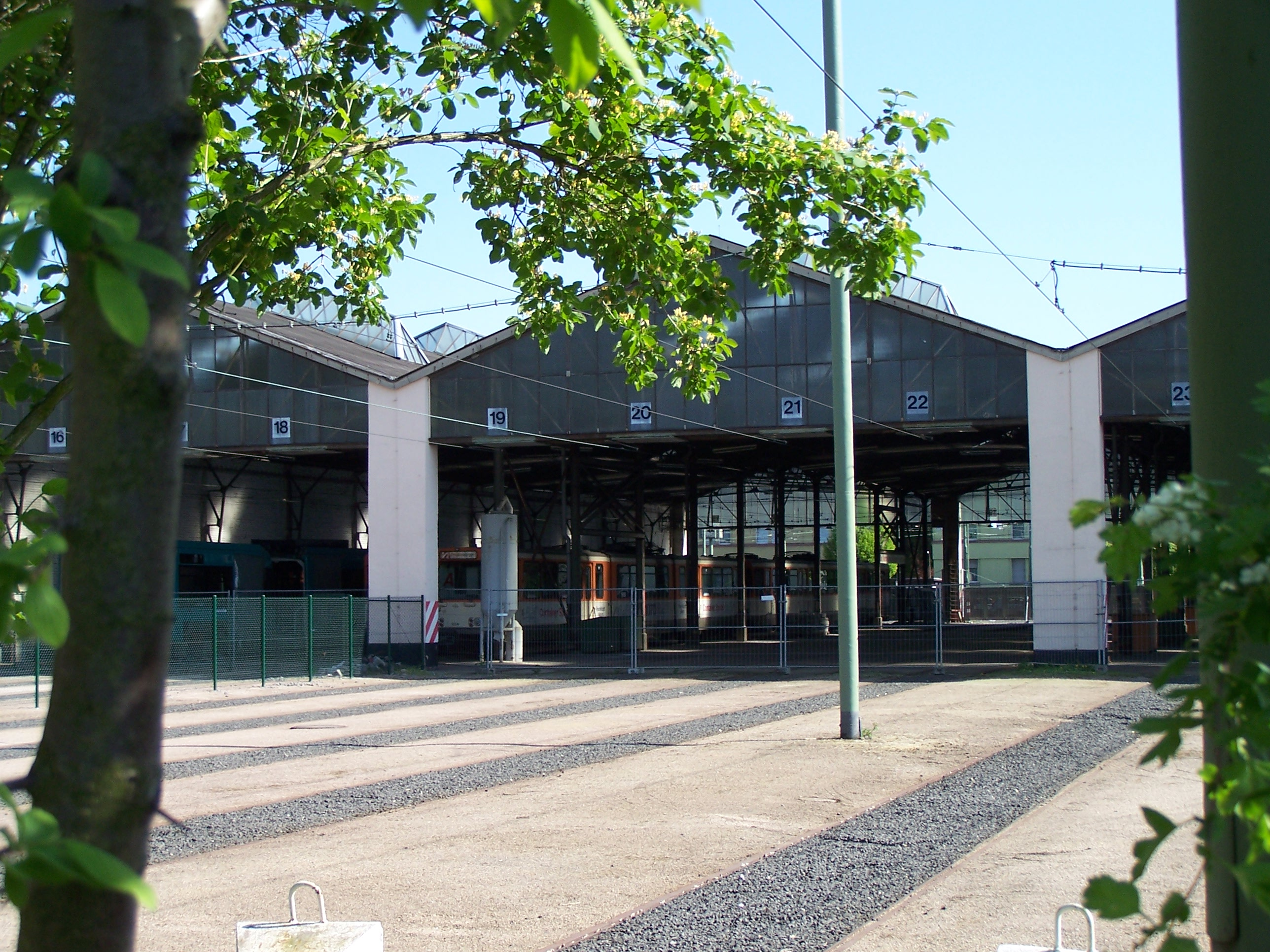
Depot Eckenheim Rückseite, April 2007

Das Eckenheimer Depot (auch: Wagenhalle Eckenheim, früher: Betriebshof Eckenheim) ist seit 1911 ein Depot der Frankfurter Straßenbahn. Unmittelbar östlich vom Depot befindet sich die Haltestelle „Schwabstraße“, die nur noch von einigen aussetzenden Kursen der Linie U5 genutzt wird.

## Geschichte
Das in der Schwabstraße 16 im Frankfurter Stadtteil Eckenheim gelegene Depot wurde im Jahre 1911 eröffnet und verfügt über 30 überdachte Gleise, von denen einige witterungsgeschützt verschlossen werden können. Die Aufstellfläche des Depots wurde 1956 erheblich erweitert, in dem man die Rückwand der Halle teilweise entfernte und die Gleise auf das dahinter befindliche Freigelände verlängerte.
Das Depot Eckenheim war das einzige Straßenbahn-Depot in der Stadt Frankfurt, das die Luftangriffe auf Frankfurt am Main im Zweiten Weltkrieg ohne Schäden überstand. Der Triebwagen und der Beiwagen der Frankfurt-Offenbacher Trambahn-Gesellschaft, die noch vor dem Ersten Weltkrieg für die museale Erhaltung vorgesehen waren, sowie ein Pferdestraßenbahnwagen der Frankfurter Trambahn-Gesellschaft überstanden den Zweiten Weltkrieg im Betriebshof Eckenheim unter Planen versteckt, bis sie 1950 vom damaligen Fahrlehrer Ernst Lebek aus Neugier wiederentdeckt wurden. Die Fahrzeuge befinden sich heute im Verkehrsmuseum Frankfurt am Main in Schwanheim.
Ab dem 1. August 1971 gehörte die Wagenhalle Bornheim als Außenstelle zum Betriebshof Eckenheim.

## Gegenwart
Seit der Eröffnung des Betriebshofes Ost im Jahre 2003 verlor das Depot seinen langen Status als Betriebshof und diente seitdem nur noch als Wagenhalle. Der Übergang war jedoch fließend, da noch fünf Züge der U-Straßenbahn-Linie U5 dort über Nacht eingestellt wurden, sogar während der mittäglichen Schwachverkehrszeit standen dort zwei Züge. Zuletzt waren dort einige ausgemusterte Pt-Wagen abgestellt. Von Bombardier Transportation wurden Arbeiten an den Fahrzeugen ausgeführt, bevor diese an die türkische Stadt Gaziantep verkauft wurden. Im Herbst 2012 befanden sich in und hinter der Halle zahlreiche U-Bahnwagen vom Typ U2 und noch einige Pt-Wagen, die von der VGF zum Verkauf angeboten wurden. Die U2-Triebwagen werden seit 5. November 2012 nicht mehr auf der A-Strecke eingesetzt. Die abgestellten Fahrzeuge werden daher nicht mehr in Frankfurt benötigt. Bis Februar 2012 waren auch zwei verunfallte Ptb-Wagen in dem Depot abgestellt.
Da die Betriebshöfe Gutleut und Ost an ihrer Kapazitätsgrenze angelangt sind und zahlreiche Straßenbahn-Ausbauprojekte im Norden Frankfurts geplant sind, ist eine langfristige Wiedereröffnung des Betriebshofes nicht unwahrscheinlich.
Die Fundsachenversteigerung der Verkehrsgesellschaft Frankfurt (VGF) findet an jedem ersten Freitag im Monat im Depot Eckenheim statt.
Aktuell (Stand 2006) werden auch Ersatzteile aus der Stadtbahnzentralwerkstatt nach Eckenheim ausgelagert. Ein Teil der Gleise wurde vorübergehend stillgelegt, da zur Zeit der Platz vor den Hallen als Parkplatz, unter anderem für das Carsharing-Unternehmen Stadtmobil vermietet wird.
Im Eckenheimer Depot hat der Verein Historische Straßenbahn der Stadt Frankfurt am Main (HSF) seinen Sitz, der neben anderen Aktivitäten auch das Verkehrsmuseum in Schwanheim betreibt.
Am 3. und 4. September 2022 fand in dem Betriebshof Eckenheim das Fest „150 Jahre Straßenbahn in Frankfurt am Main“ der  Verkehrsgesellschaft Frankfurt (VGF) statt.